# كاليكستو غارسيا
كاليكستو غارسيا إنيغيث(بالإسبانية: Calixto García Íñiguez)‏ (4 أغسطس 1839 - 11 ديسمبر 1898) قائد ثوري كوبي تزعم ثلاث انتفاضات كوبية ضد الإسبان، وكانت جميعها جزء من الحرب الكوبية من أجل الاستقلال وتلك الحروب التي شارك فيها كاليكستو هي حرب العشر سنوات، الحرب الصغيرة في عام 26 أغسطس 1879 وحرب عام1895 ، والتي تسمى أحيانا الحرب الكوبية من أجل الاستقلال، وكانت الحرب التي طغت بشكل أكبر كانت الحرب الإسبانية الأمريكية، والتي أدت في النهاية إلى تحقيق الاستقلال الوطني لكوبا. 

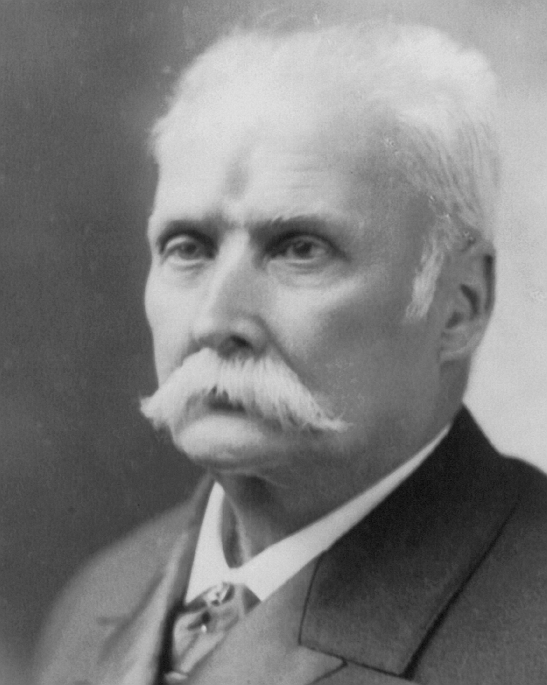
كاليكستو غارسيا في عام 1898

## المنشاء
ولد غارسيا في مدينة هولغوين لأبوين الأمور من أصل كوبي كريولي. كان رجل ضخم قوي ومتعلم مع شارب فتيل قصير. كان غارسيا حفيد كاليكستو غارسيا دي لونا إزكيردو، الذي كان قد قاتل في معركة كارابوبو في عام 1821 خلال حرب الاستقلال الفنزويلية. جدته كانت ماريا دي لوس انجليس غونزاليس، التي كانتب ابنة رئيس كاسيكو من بلنسية، فنزويلا. جده (الذي أسقط الأرستقراطية «دي لونا» عند اللجوء إلى كوبا) قد سجن في 18 مارس 1837 بعد مطالبته بتحرير العبيد والحرية الدستورية للجميع، وقد زعم أنه حاول تعلتوقيع في عام يق الكاهن الذي عارضه.,.

## السجل الحربي

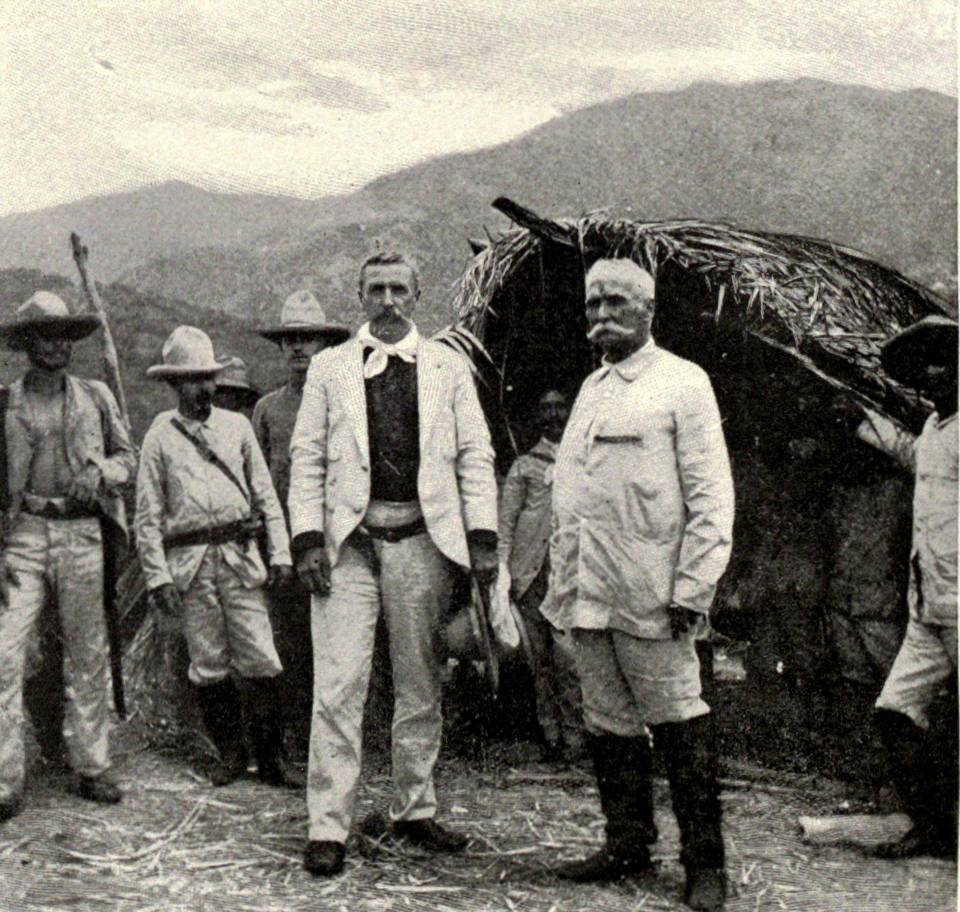
كاليكستو جارسيا وويليام لودلو في كوبا، 1898

بعد وفات جده استلم غارسيا قيادة الثورة في سن الثامنة عشرة من عمره، جيث انضم إلى الانتفاضة الكوبية وشارك في أول حرب استقلال والتي سميت بحرب العشر سنوات. خاض غارسيا المعارك ضد الحكم الاستعماري الأسباني لمدة خمس سنوات حتى تم القبض عليه حيث كان غارسيا بعيداً عن أخذ بعيدا عن قواته، ومحمي فقط من قبل عناصر قليلين وكانو مهددين اما بالقتل أو بالقاء القبض عليهم، قام غارسيا باطلاق النار على نفسه من مسدس عيار.45، في محاولة للانتحار ولتجنب إعطاء الإسبان الشعور بالسعادة وذلك بالقاء القبض عليه واطلق النار تحت الذقن، وعلى الرغم من أن الرصاصة خرجت من جبينه وجعلته فاقد الوعي، لكنه نجا ولم يمت. ترك اثر الجرح ندبة كبيرة ولازمه صداع لبقية حياته. وعندما جاءت السلطات الإسبانية به إلى هولغوين لإبلاغ والدة كاليكستو، لوسيا إنيغويز، قالت لهم إنه ليس ابنها. وعندما أوضح اخبروه أن كاليكستو حاولت الانتحار، أجابت أنه ابنها «حيث عرفت انه لم يستسلم عندما تم القبض عليه!» سجن حتى ميثاق زانجون الذي تم توقيعه عام 1878 بعد نهاية حرب العشر سنوات، تم 1878. سافر غارسيا إلى باريس ونيويورك بين السجن. وتمشيا مع سعيه، انضم غارسيا مع ماسيو في الحرب الصغيرة من 1879 إلى 1880 وكذلك حرب الاستقلال 1895 للاستقلال. 
توفي غارسيا بسبب الالتهاب الرئوي في سن 59 في 11 ديسمبر 1898، بينما كان في بعثة دبلوماسية في العاصمة واشنطن حيث دفن مؤقتا في مقبرة أرلينغتون الوطنية في الولايات المتحدة، ثم نقل على السفينة الحربية أوس ناشفيل والتي كانت مدججة بالسلاح  إلى كوبا. 
في عام 1976 سميت بلدية في مقاطعة هولغوين على اسمه. وطبعت صورته على الأوراق النقدية فئة ال 50 بيزو الكوبي.

## وصلات إضافية
- "Garcia, Calixto" . The New Student's Reference Work . 1914. {{استشهاد بموسوعة}}: يحتوي الاستشهاد على وسيط غير معروف وفارغs: |HIDE_PARAMETER10=، |HIDE_PARAMETER4=، |HIDE_PARAMETER2=، |HIDE_PARAMETER11=، |HIDE_PARAMETER13=، |HIDE_PARAMETER8=، |HIDE_PARAMETER9=، |HIDE_PARAMETER5=، |HIDE_PARAMETER1=، |HIDE_PARAMETER3=، |HIDE_PARAMETER7=، |HIDE_PARAMETER6=، و|HIDE_PARAMETER12= (مساعدة)